# Hook (Film)
Hook ist ein US-amerikanischer Fantasyfilm von Steven Spielberg aus dem Jahr 1991. Der Film handelt von einer Fortsetzung der bekannten Ereignisse aus J. M. Barries Peter Pan. In Deutschland startete der Film am 26. März 1992 in den Kinos.

## Handlung
Peter Pan hat „Nimmerland“ für Wendys Enkelin Moira verlassen und ist mittlerweile unter dem Namen Peter Banning in San Francisco ein verheirateter Anwalt mittleren Alters mit zwei Kindern, der seine eigene Kindheit und Abenteuer vollständig vergessen hat. Obwohl er seine Frau und die gemeinsamen Kinder Maggie und Jack sehr liebt, leidet die Familie zunehmend unter seiner ausufernden Arbeitssucht. So hat er es jüngst wegen der Arbeit nicht geschafft, rechtzeitig zu einem wichtigen Baseballspiel seines Sohns zu erscheinen, was den Familiensegen schiefhängen lässt.
In diesem angespannten Zustand fliegt die Familie an Weihnachten nach Europa, um in London Moiras Großmutter Wendy und den noch immer bei ihr lebenden, inzwischen aber ebenfalls gealterten "verlorenen Jungen" Tootles zu besuchen. Als sie von einer abendlichen Wohltätigkeitsveranstaltung heimkehren, müssen sie feststellen, dass die Kinder entführt worden sind. Dahinter steckt Peter Pans alter Erzfeind Captain Hook, der in Nimmerland immer noch auf Rache sinnt, schließlich hat er einst im Kampf gegen Peter eine Hand verloren, die jetzt durch eine angeschraubte Prothese – den Haken (engl. hook) – ersetzt worden ist. Von Wendy Darling erfährt Peter Banning schließlich, dass er in seiner Jugend Peter Pan gewesen ist und dass die bekannten Geschichten nicht erfunden, sondern wirklich geschehen sind, jedoch kann er sich an diese Zeit nach wie vor nicht mehr erinnern. Schließlich taucht die Fee Glöckchen auf und bringt Peter zurück nach Nimmerland, um dort seine Kinder zu befreien.
Die dort lebenden „verlorenen Jungs“ können in dem erwachsenen Mann anfänglich Peter Pan nicht wiedererkennen. Aber mit Hilfe der Fee und einigen der Jungs erinnert er sich an seine Abenteuer und Freunde aus der Kindheit, gewinnt seine kindliche Phantasie zurück und lernt dadurch, aber auch durch die Erinnerung an die Geburt seines ersten Kindes Jack erneut zu kämpfen und zu fliegen. Nun kann er wieder der Anführer werden, was seit Peters Weggang aus Nimmerland Rufio gewesen war, der ihn schließlich ebenfalls akzeptiert. So zieht Peter letztlich in die entscheidende Schlacht gegen die Piraten um das Schicksal seiner entführten Kinder und das Schicksal Nimmerlands. Die Kinderbande kämpft mit wirkungsvollen, phantasievollen, aber nicht tödlichen Waffen. Zum Höhepunkt des Gefechts wird Rufio allerdings vom Schwert Captain Hooks getötet und sagt Peter im Sterben, dass er sich immer einen Vater wie ihn gewünscht hätte. Daraufhin besiegt Peter Hook zweimal im Kampf, wird aber von seinen beiden Kindern, die Mitleid mit dem "einsamen alten Mann" haben, davon überzeugt, Hook nicht zu töten. Erst als dieser Peter von hinten angreift, wird Hook nach einem letzten Duell von dem ausgestopften Krokodil, das seine Hand gefressen hatte, verschluckt.
Nach siegreichem Kampf kehrt Peter Pan – jetzt als ein Peter Banning, der sich an die Abenteuer der Kindheit erinnert – nach Hause zurück, um dort seine Familie zu umsorgen. Um deutlich zu machen, dass er nun vieles besser machen will, wirft er sein Mobiltelefon, das er bisher immer bei sich hatte, um jederzeit Absprachen wegen der Arbeit treffen zu können, aus dem Fenster. Tootles gibt er seine Murmeln zurück, der sich dadurch ebenfalls wieder an Nimmerland erinnert und zu den verlorenen Jungs zurückkehrt.

## Kritiken
„Ein naives Märchen, das sich in einer Fülle pompöser und irrwitziger Gags, Stunts und Trickeffekten erschöpft. Der inzwischen reichlich bekannten Spielberg-Philosophie des Staunens, das eigentlich nur noch den Kindern (in einer intakten Familie) möglich sei, kann der Film nur wenige liebenswerte Momente abgewinnen, wobei die spektakuläre Achterbahn-Fahrt weder märchenhafte Poesie noch echten Humor zuläßt.“

„Hook ist die erste Realverfilmung um die Abenteuer von Peter Pan, der mit den verlorenen Jungen gegen Captain Hook und seine Piraten antritt. Dabei beleuchtet Steven Spielbergs Film eine Zeit, in der Peter Pan erwachsen geworden ist und kann dadurch mit einer neuen Geschichte überzeugen. Ein rundum stimmiges und gelungenes Abenteuer, das mit seinen aberwitzigen Gags nicht nur jungen Zuschauern gefallen dürfte.“

## Auszeichnungen
Der Film wurde im Jahr 1992 fünfmal für den Oscar nominiert:
- Nominierung in der Kategorie Bestes Szenenbild (Norman Garwood und Garrett Lewis)
- Nominierung in der Kategorie Bestes Kostümdesign (Anthony Powell)
- Nominierung in der Kategorie Bestes Make-up (Christina Smith, Monty Westmore und Greg Cannom)
- Nominierung in der Kategorie Beste visuelle Effekte (Eric Brevig, Harley Jessup, Mark Sullivan und Michael Lantieri)
- Nominierung in der Kategorie Bester Song für When You’re Alone (John Williams und Leslie Bricusse)

Dustin Hoffman wurde 1992 für den Golden Globe nominiert. John Williams gewann 1992 den BMI Film Music Award und wurde 1993 für den Grammy Award nominiert.
Der Film gewann 1992 die Goldene Leinwand. Er wurde 1993 als Bester Fantasy-Film für den Saturn Award nominiert.
Der Film gewann im Jahr 1993 den Young Artist Award in zwei Kategorien, darunter als Bester Familienfilm, und wurde in vier weiteren Kategorien für den Young Artist Award nominiert.

## Trivia
- Aufgrund der Verzögerungen bei den Dreharbeiten war der Komponist John Williams gezwungen, fast zwei Drittel der Filmmusik anhand des Drehbuchs zu komponieren, ohne die gedrehten Szenen sehen zu können. Er konnte lediglich Anpassungen vornehmen, als ihm die entsprechenden Szenen endlich vorlagen.
- Im Film gibt es eine Menge versteckter Gaststars wie Phil Collins, Jimmy Buffett, George Lucas und Glenn Close zu entdecken. Glenn Close spielte den Piraten, der von Hook wegen einer Verfehlung mit Skorpionen in die „Pfui-Bah-Kiste“ gesteckt wird.
- Der Film spielte weltweit über 300 Millionen US-Dollar ein.[4]
- Erst die Veröffentlichung auf Blu-ray und das viel schärfere Bild zeigen, dass sich die Filmcrew in unzähligen Szenen (z. B. Der Haken wird im Dunkeln eingesetzt, Hooks Auftreten vor der Mannschaft mit dem Close-Up auf den Haken, ...) auf dem glänzenden Metall von Hooks Hakenhand spiegelt.
- Steven Spielberg und John Williams hatten ursprünglich geplant, den Stoff als Musical umzusetzen. Dabei waren neun Szenen mit Gesang geplant. Von den Skizzen schaffte es der von Leslie Bricusse getextete und von Williams komponierte Song When You’re Alone, der für den Oscar nominiert wurde, in den Film.